# Amil Yunanov
Amil Yunanov (Tovuz, 6 gennaio 1993) è un calciatore azero, attaccante del Bylis Ballsh.

## Carriera

### Club
Ha giocato con numerosi club nella prima divisione azera.

### Nazionale
Ha giocato nella nazionale azera Under-19; tra il 2016 ed il 2021 ha giocato complessivamente 5 partite con la nazionale maggiore azera.